# Droga wojewódzka 361
Die Droga wojewódzka 361 (DW 361) ist eine 13 Kilometer lange Droga wojewódzka (Woiwodschaftsstraße) in der polnischen Woiwodschaft Niederschlesien, die die Droga krajowa 30 in Radoniów mit Mirsk, Świeradów-Zdrój und Tschechien verbindet. Die Strecke liegt im Powiat Lwówecki.

## Streckenverlauf
Woiwodschaft Niederschlesien, Powiat Lwówecki
-  Radoniów (Ottendorf) (DK 30, DW 364)
- Mirsk (Friedeberg/Isergebirge, Friedeberg am Queis)
- Mroczkowice (Egelsdorf)
- Orłowice (Gräflich Ullersdorf)
-  Świeradów-Zdrój (Bad Flinsberg) (DW 358)
-  Krobica (Krobsdorf) (DW 358)